# Comité Olímpico y Deportivo de Macao
El Comité Olímpico y Deportivo de Macao, China (en portugués: Comité Olímpico e Desportivo de Macau, China, en chino: 澳门体育暨奥林匹克委员会) es el Comité Olímpico Nacional de Macao.

## Antecedentes
A pesar de que Macao no es un estado independiente, su constitución garantiza el derecho de adherirse a organismos internacionales. En diciembre de 1989 se adhirió al Consejo Olímpico de Asia, siendo aceptado durante el Consejo General de dicho organismo realizado en Bali, Indonesia; pero, no es miembro del Comité Olímpico Internacional.
Anterior al 10 de septiembre de 2000, su nombre oficial era: Comité Olímpico de Macao en chino: 澳门奥林匹克委员会.
Como varios atletas de la región habían expresado su interés en formar una organización para administrar eventos deportivos no internacionales, el Comité Olímpico de Macao revisó su constitución y se renombró a Comité Deportivo y Olímpico de Macao, China el 10 de septiembre de 2008.
Su presidente es:  Eddie Laam Wah Ying (en chino tradicional: 蓝铧缨).